# 59. ceremonia wręczenia nagród Grammy
59. ceremonia wręczenia nagród Grammy, prestiżowych amerykańskich nagród muzycznych wręczanych przez Narodową Akademię Sztuki i Techniki Rejestracji (NARAS), odbyła się 12 lutego 2017 roku w hali widowiskowej Madison Square Garden w Nowym Jorku. Jej transmisja na żywo odbyła się na antenie stacji telewizyjnej CBS. Gospodarzem ceremonii był angielski aktor James Corden. W trakcie gali zostały rozdane honoraria dla muzyków za ich osiągnięcia w przedziale od 1 października 2015 do 30 września 2016.
Nominacje do 59. edycji Grammy zostały ogłoszone 6 grudnia 2016 roku. Najwięcej nominacji (dziewięć) otrzymała Beyoncé.

## Występy
- Adele
- The Weeknd
- Daft Punk
- Beyoncé
- Ed Sheeran
- Lukas Graham – „7 Years”
- Metallica i Lady Gaga – „Moth into Flame”
- Katy Perry i  Skip Marley – „Chained to the Rhythm”
- Maren Morris i Alicia Keys – „Once”
- Bruno Mars

## Nagrody

### Obszar generalny
Lista składa się ze wszystkich nominowanych, a zwycięzcy są pogrubieni.
Teledysk roku
- Beyoncé – „Formation”
- Leon Bridges – „River”
- Coldplay – „Up & Up.”
- Jamie XX - „Gosh”
- OK Go – „Upside Down & Inside Out"

Nagranie roku
- Adele – „Hello”
- Beyoncé – „Formation”
- Lukas Graham – „7 Years”
- Rihanna – „Work”
- Twenty One Pilots – „Stressed Out”

Album roku
- Adele – „25”
- Beyoncé – „Lemonade”
- Justin Bieber – „Purpose”
- Drake – „Views”
- Sturgill Simpson – „A Sailor's Guide to Earth”

Piosenka roku
- Adele – „Hello”
- Beyoncé – „Formation”
- Justin Bieber – „Love Yourself”
- Mike Posner - „I Took a Pill in Ibiza”
- Lukas Graham – „7 Years"

Najlepszy nowy artysta
- Chance the Rapper
- Kelsea Ballerini
- The Chainsmokers
- Maren Morris
- Anderson Paak
- Zayn
- Lukas Graham
- Lauren Alaina
- Luke Combs
- Jon Pardi
- Brett Young
- Desiigner

### Pop
Najlepszy występ pop solowy
- „Hello” – Adele
- „Hold Up” – Beyoncé
- „Love Yourself” – Justin Bieber
- „Piece by Piece” (Idol Version) – Kelly Clarkson
- „Dangerous Woman” – Ariana Grande

Najlepszy występ grupy popowej
- „Stressed Out” – Twenty One Pilots
- „Closer” – The Chainsmokers featuring Halsey
- „7 Years” – Lukas Graham
- „Work” – Rihanna featuring Drake
- „Cheap Thrills” – Sia featuring Sean Paul

Najlepszy popowy album tradycyjny
- Summertime: Willie Nelson Sings Gershwin – Willie Nelson
- Cinema – Andrea Bocelli
- Fallen Angels – Bob Dylan
- Stages Live – Josh Groban
- Encore: Movie Partners Sing Broadway – Barbra Streisand

Najlepszy album popowy
- 25 – Adele
- Purpose – Justin Bieber
- Dangerous Woman – Ariana Grande
- Confident – Demi Lovato
- This Is Acting – Sia

### Dance/Electronic
Najlepsze nagranie muzyki dance
- The Chainsmokers featuring Daya – „Don't Let Me Down”
- Bob Moses – „Tearing Me Up”
- Flume - „Never Be Like You”
- Riton - „Rinse & Repeat”
- Sofi Tukker - „Drinkee"

Najlepszy album muzyki dance/elektronicznej
- Flume – Skin
- Jean-Michel Jarre - „Electronica 1: The Time Machine”
- Tycho - Epoch
- Underworld – Barbara Barbara, We Face a Shining Future
- Little Louie Vega - „Louie Vega Starring... XXVIII"

### Rock
Najlepsza piosenka rockowa
- David Bowie – „Blackstar”
- Radiohead – „Burn the Witch”
- Metallica – „Hardwired”
- Twenty One Pilots – „Heathens”
- Highly Suspect - „My Name is Human"

Najlepszy album rockowy
- Cage the Elephant – „Tell Me I'm Pretty”
- Blink-182 – „California”
- Gojira - „Magma”
- Panic! at the Disco – „Death of a Bachelor”
- Weezer - „Weezer"

Najlepszy występ rockowy
- David Bowie – „Blackstar”
- Alabama Shakes – “Joe”
- Beyoncé featuring Jack White – “Don't Hurt Yourself”
- Disturbed – “The Sound of Silence”
- Twenty One Pilots - “Heathens”

Najlepszy występ metalowy
- Megadeth – “Dystopia”
- Baroness – “Shock Me”
- Gojira - “Silvera”
- Korn – “Rotting in Vain”
- Periphery – “The Price Is Wrong”

### Muzyka alternatywna
Najlepszy album alternatywny
- David Bowie – „Blackstar”
- Bon Iver – „22, A Million”
- PJ Harvey – „The Hope Six Demolition Project”
- Iggy Pop – „Post Pop Depression”
- Radiohead – „A Moon Shaped Pool"

### R&B
Najlepsza piosenka R&B
- „Lake by The Ocean” – Hod David & Musze
- „Come and See Me” – Drake
- „Exchange” – Michael Hernandez & Bryson Tiller
- „Luv” – Tory Lanez
- „Kiss It Better” – Rihanna

Najlepszy album R&B
- Lalah Hathaway Live – Lalah Hathaway
- In My Mind  – BJ the Chicago Kid
- Velvet Portraits – Terrace Martin
- Healing Season – Mint Condition
- Smoove Jones – Mýa

Najlepszy występ R&B
- „Cranes in the Sky” – Solange
- „Turnin' Me Up” – BJ the Chicago Kid
- „Permission” – Ro James
- „I Do” – Musiq Soulchild
- „Needed Me” – Rihanna

Najlepszy występ tradycyjnego R&B
- „Angel” – Lalah Hathaway
- „The Three of Me” – William Bell
- „Woman's World” – BJ the Chicago Kid
- „Sleeping with the One I Love” – Fantasia
- „Can't Wait” – Jill Scott

Najlepszy album Urban Contemporary
- „Lemonade” – Beyoncé
- Ology – Gallant
- We Are King – KING
- Malibu – Anderson .Paak
- Anti – Rihanna

### Rap
Najlepszy album hip-hopowy
- „Coloring Book” – Chance the Rapper
- and the Anonymous Nobody... – De La Soul
- Major Key – DJ Khaled
- Views – Drake
- Blank Face LP – ScHoolboy Q
- The Life of Pablo – Kanye West

Najlepsza piosenka rapowa
- Drake – „Hotline Bling”
- Fat Joe and Remy Ma - „All the Way Up”
- Kanye West featuring Rihanna - „Famous”
- Chance the Rapper - „No Problem”
- Kanye West featuring Chance The Rapper, Kelly Price, Kirk Franklin & The-Dream - „Ultra Light Beam"

Najlepsza Współpraca Rapowa/Śpiewana
- „Hotline Bling” – Drake
- „Freedom” – Beyoncé featuring Kendrick Lamar
- „Broccoli” – DRAM featuring Lil Yachty
- „Ultralight Beam” – Kanye West featuring Chance the Rapper, Kelly Price, Kirk Franklin & The-Dream
- „Famous” – Kanye West featuring Rihanna

Najlepszy występ hip-hopowy
- Chance the Rapper - „No Problem”
- Desiigner – „Panda”
- Drake – „Pop Style”
- Fat Joe and Remy Ma - „All the Way Up”
- ScHoolboy Q featuring Kanye West - „That Part"

### Country
Najlepszy album country
- A Sailor's Guide to Earth – Sturgill Simpson
- Big Day in a Small Town – Brandy Clark
- Full Circle – Loretta Lynn
- Hero – Maren Morris
- Ripcord – Keith Urban
- Black - Dierks Bentley
- Dig Your Roots - Florida Georgia Line
- The Weight Of These Wings - Miranda Lambert

Najlepsza piosenka country
- Tim McGraw - „Humble and Kind”
- Keith Urban - „Blue Ain't Your Color”
- Thomas Rhett - „Die a Happy Man”
- Maren Morris - „My Church”
- Miranda Lambert - „Vice"

### New Age
Najlepszy album New Age
- „White Sun II” – White Sun
- Orogen – John Burke
- Dark Sky Island – Enya
- Inner Passion – Peter Kater & Tina Guo
- Rosetta – Vangelis

### Jazz
Najlepszy jazzowy album wokalny
- Take Me to the Alley – Gregory Porter
- Sound of Red – René Marie
- Upward Spiral – Branford Marsalis Quartet with special guest Kurt Elling
- Harlem on My Mind – Catherine Russell
- The Sting Variations – The Tierney Sutton Band
- Cécile McLorin Salvant - „Dreams and Daggers”

Najlepszy jazzowy album instrumentalny
- Country for Old Men – John Scofield
- Book of Intuition – Kenny Barron Trio
- Dr. Um – Peter Erskine
- Sunday Night at the Vanguard – The Fred Hersch Trio
- Nearness – Joshua Redman & Brad Mehldau

### Gospel
Najlepszy album gospel
- Losing My Religion – Kirk Franklin
- Listen – Tim Bowman Jr.
- Fill This House – Shirley Caesar
- A Worshipper's Heart [Live] – Todd Dulaney
- Demonstrate [Live] – William Murphy

### Muzyka latynoamerykańska
Najlepszy album muzyki latino
- „Un Besito Más” – Jesse & Joy
- „Ilusión” – Gaby Moreno
- „Similares” – Laura Pausini
- „Seguir Latiendo” – Sanalejo
- „Buena Vida” – Diego Torres

### Reggae
Najlepszy album muzyki reggae
- „Ziggy Marley” – Ziggy Marley
- „Sly & Robbie Presents... Reggae For Her” – Devin Di Dakta & J.L
- „Rose Petals” – J Boog
- „Everlasting” – Raging Fyah
- „Falling Into Place” – Rebelution
- „SOJA: Live in Virginia” – SOJA

### American Roots
Najlepszy amerykański album
- „This Is Where I Live” – William Bell
- „True Sadness” – The Avett Brothers
- „The Cedar Creek Sessions” – Kris Kristofferson
- „The Bird and the Rifle” – Lori McKenna
- „Kid Sister” – The Time Jumpers

### World Music
Najlepszy album World Music
- „Sing Me Home” – Yo-Yo Ma & The Silk Road Ensemble
- „Destiny” – Celtic Woman
- „Walking in the Footsteps of Our Fathers” – Ladysmith Black Mambazo
- „Land of Gold” – Anoushka Shankar
- „Dois Amigos, Um Século de Música: Multishow Live” – Caetano Veloso & Gilberto Gil

### Dzieci
Najlepszy album dziecięcy
- „Infinity Plus One” – Secret Agent 23 Skidoo
- „Explorer of the World” – Frances England
- „Novelties” – Recess Monkey
- „Press Play” – Brady Rymer And The Little Band That Could
- „Saddle Up” – The Okee Dokee Brothers